# لويد روبرتسون
لويد روبرتسون هو مذيع أخبار كندي، ولد في 19 يناير 1934 في ستراتفورد في كندا.

## وصلات خارجية
- لويد روبرتسون على موقع IMDb (الإنجليزية)
- لويد روبرتسون على موقع قاعدة بيانات الفيلم (الإنجليزية)
- لويد روبرتسون على موقع كينوبويسك (الروسية)